# Державний музей міської скульптури
Державний музей міської скульптури — єдиний в Російській Федерації музейний заклад, що опікується вивченням, збереженням, реставрацією та популяризацією пам'яток монументальної та меморіальної пластики, котрі розташовані в місті Санкт-Петербург просто неба.

## Передумови створення

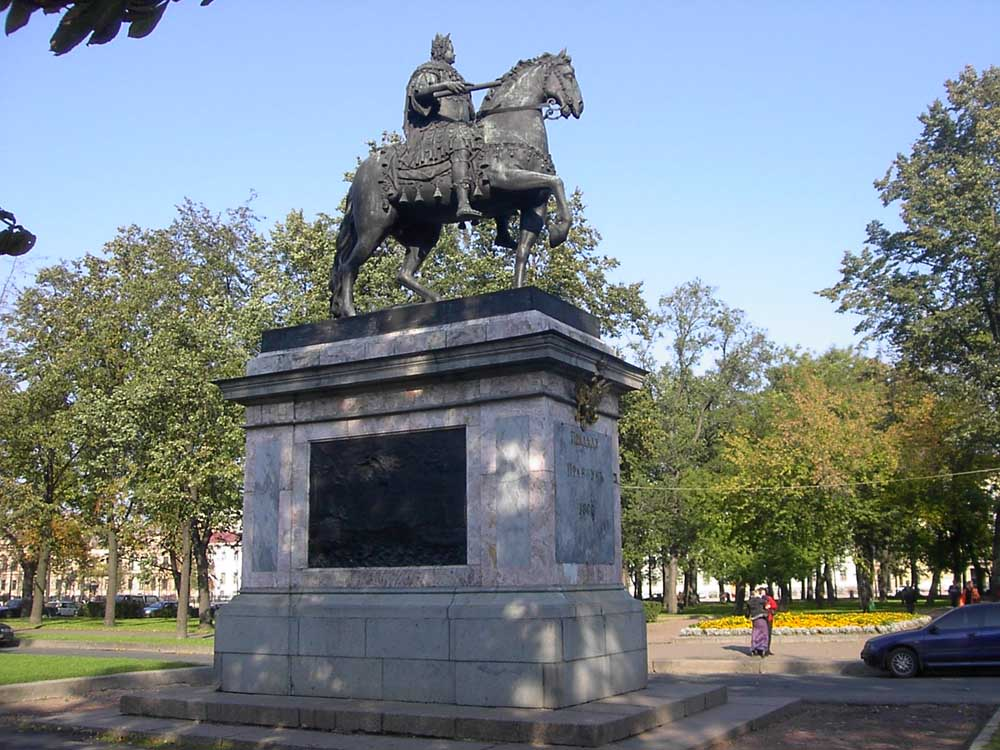
Карло Растреллі. Кінний монумент царю Петру І

Велика кількість монументальної та меморіальної пластики в місті була обумовлена специфічним станом столиці Російської імперії. Місто швидко перебрало на себе роль нового політичного та мистецького центра, залишивши в 18 ст. Москві лише роль першого релігійного центра держави (де вінчали на царство) та другої столиці.
Завдяки бурхливому розвитку та забудові на манер відомих європейських столиць, Санкт-Петербург швидко акумулював в собі значні кошти, людські ресурси та низку митців, здатних вирішити амбітні проекти Петра I, Олександра Меншикова, Єлизавети Петрівни, Катерини II, Павла I, Олександра I тощо. Саме в Петербурзі було створене перше бронзове погруддя за західноєвропейським зразком (1716 року), саме тут роками точилися справи по створенню першого в державі кінного монумента, виконаного Карло Бартоломео Растреллі (1675—1744). Традиція запрошення іноземних майстрів на працю в Петербург роками продовжувалась в 18-19 ст., як і намагання виховати власні національні сили для розв'язання культурних проблем феодальної за характером, але європейської за формами культури імперії. Все це обумовило велику кількість монументальної та меморіальної пластики, котра була розташована в садах і майданах Санкт-Петербург просто неба. З часом вона тільки збільшувалась. І до історичного надбання додали низку монументів і пам'ятних знаків підрадянського періоду. Згодом до них додали і постсовєцькі — погруддя італійських архітекторів, що працювали в місті, монумент Михайлу Ломоносову на Університетській набережній, Петро І в кріслі і бронзовий сфінкс роботи Михайла Шемякіна тощо.

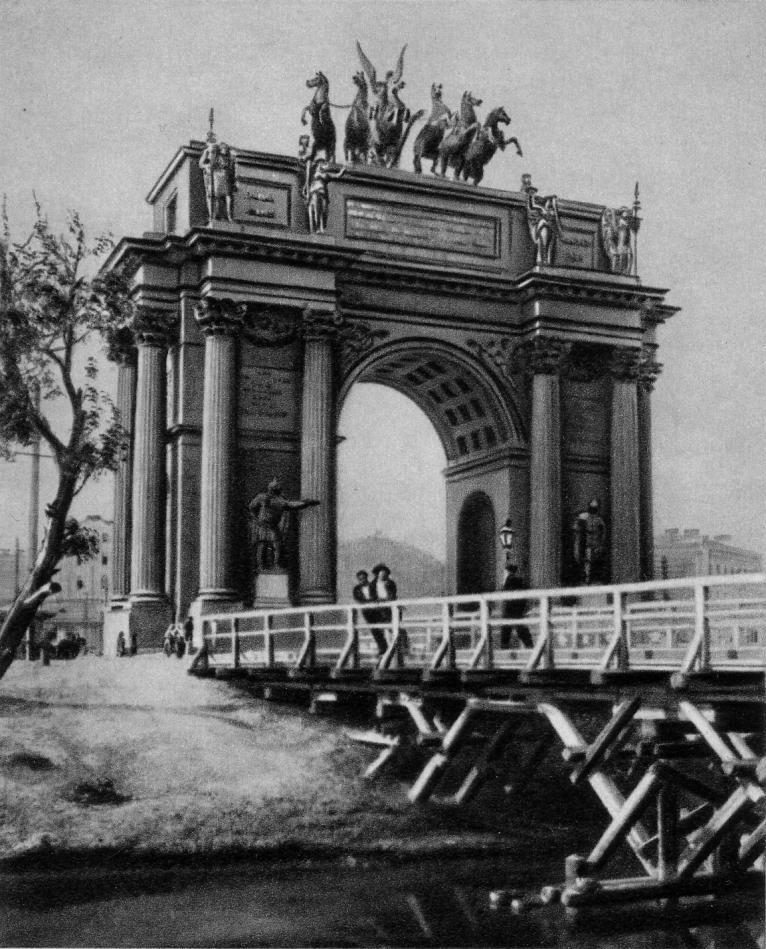
Нарвські тріумфальні ворота, фото 1910 року
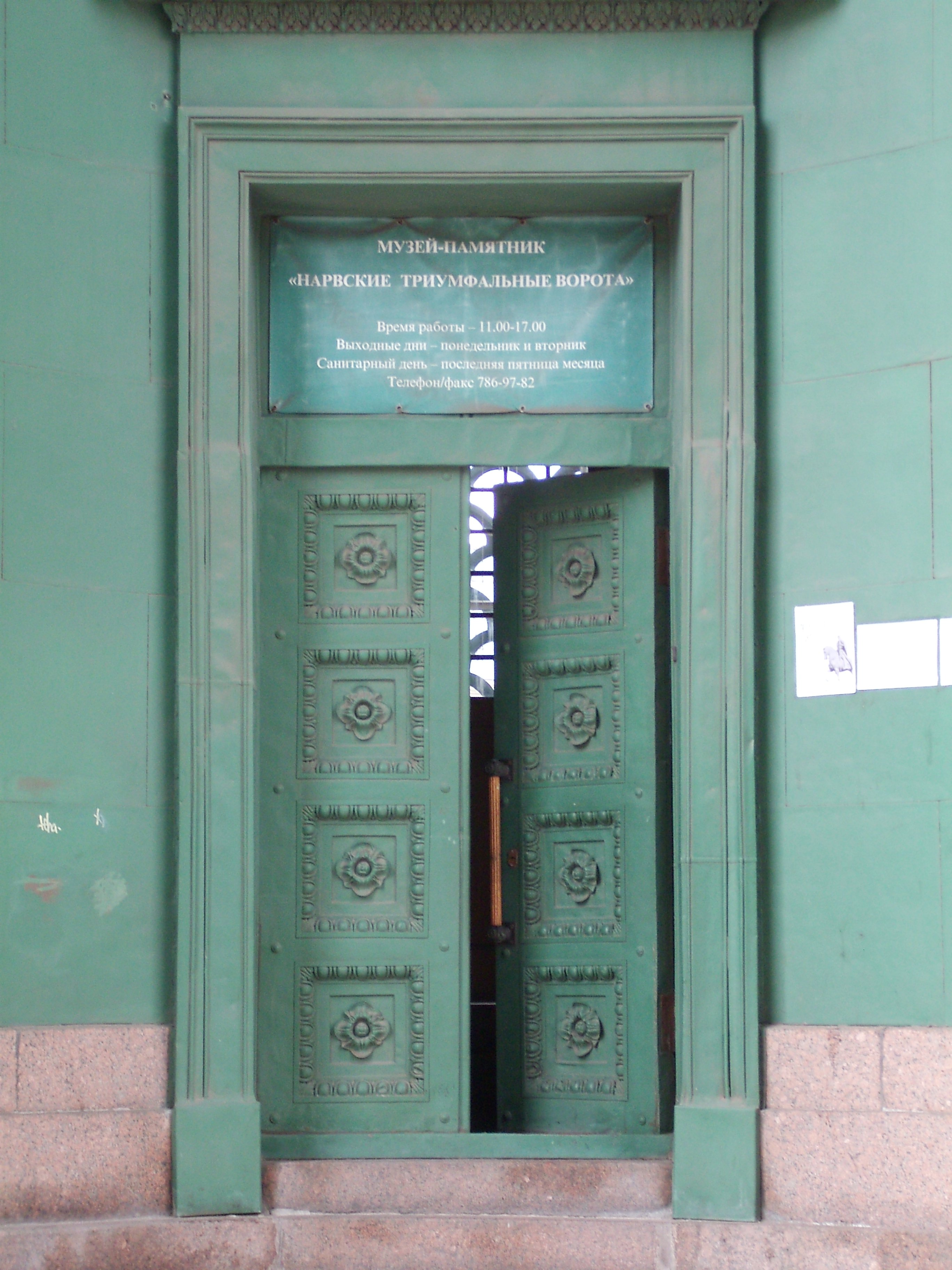
Вхід в музей Нарвських тріумфальних воріт
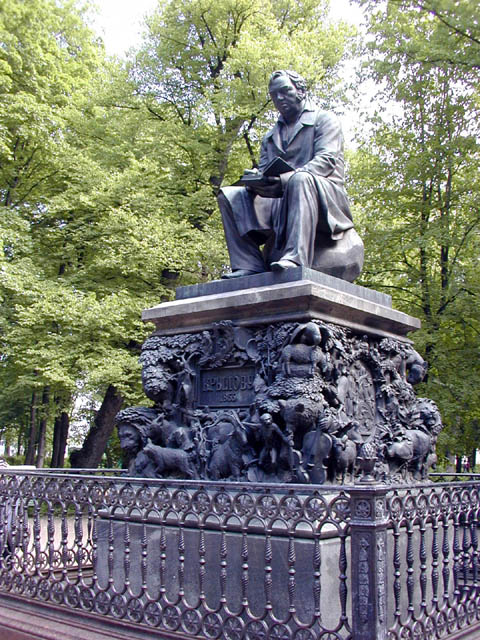
Монумент Івану Крилову, 1855 р.
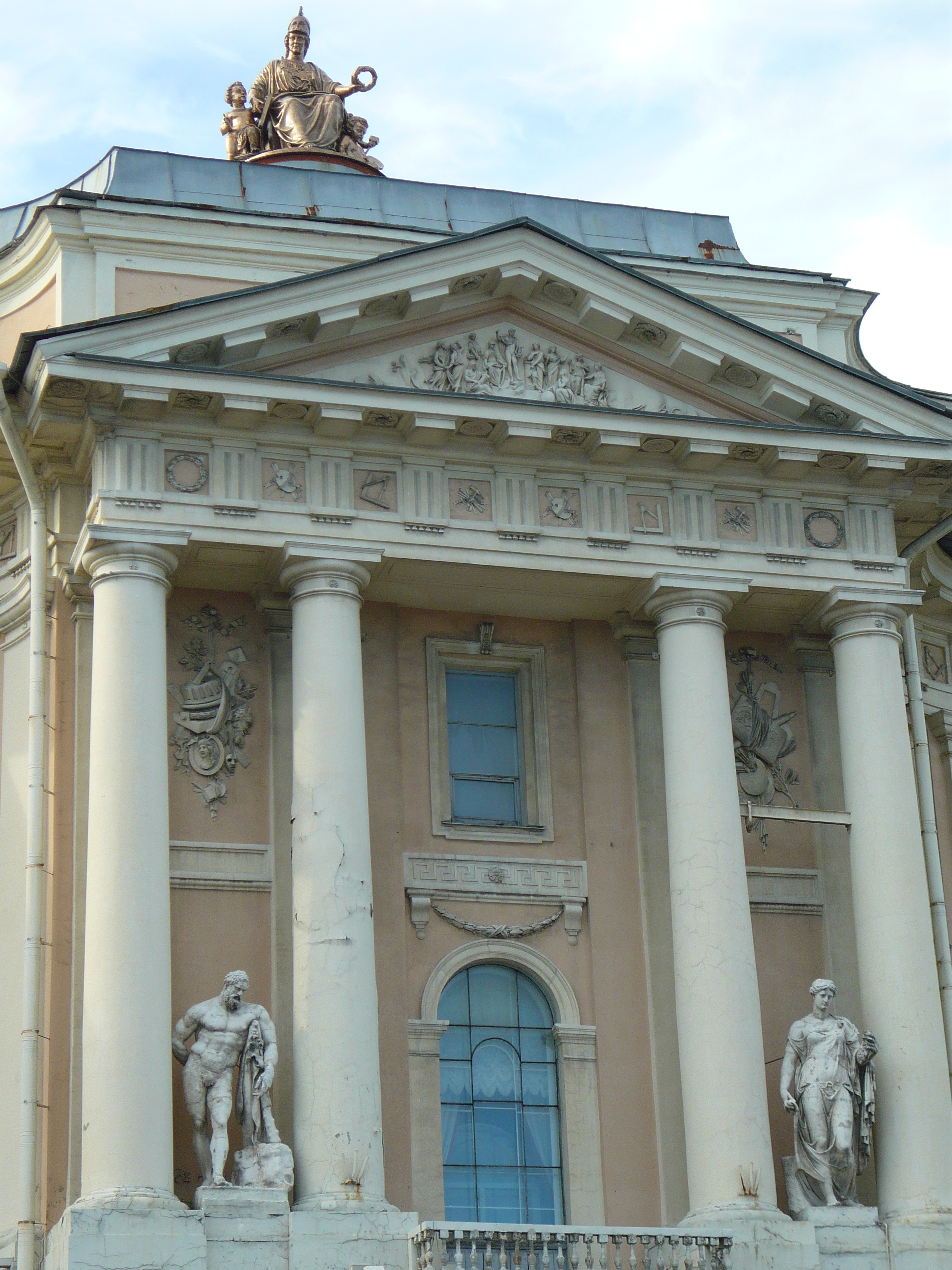
Портал Імператорської Академії мистецтв

## Вандалізм на цвинтарях
Надгробок барокового типу із мармуру чи кольорових різновидів каменю не отримав в Росії поширення, як то було в країнах Західної Європи, культура котрих була настояна на католицький традиції пишних поховань. Навіть імператорські могили в Петропавлівському соборі виконані у вигляді блоків-прямокутників, відомих з 16 ст. Пишнота, різьба по каменю з гербами померлих вельмож прийшли в меморіальну пластику пізніше. Зазвичай це кам'яна чи металева стулка, рясно прикрашена рослинними візерунками і гербами, картушами, пишними епітафіями панегіричного характеру (надгробок Б. І. Позоровського 1705 р., надгробок Д. Г. Ржевської 1720-х, надгробок Якова Брюса 1740-х рр. тощо.)
Своєрідний розквіт художній надгробок в Росії мав наприкінці 18 ст., коли до створення меморіальної пластики в стилістиці пізнього бароко і класицизму звернулась низка іноземних та російських митців, серед яких Проузенбергер, Й. Г. Остеррайх, Антоніо Рінальді, Гордєєв Федір Гордійович, Шубін Федот Іванович, Козловський Михайло Іванович, Мартос Іван Петрович, Я. Замельгак, Жан Домінік Рашетт та інші. Після імператорських наказів про вільні права російських дворян початку 1760-х рр. замовниками надгробків стає широке коло провінційних дворян, котрі не завжди входять в близьке оточення імператорської родини, як раніше. В меморіальну пластику приходять спрощення, стереотипні рішення класицизму, приреченого на повтори та копіювання давно вже вироблених зразків.
Після більшовицького перевороту 1917 р. почалося систематичне знищення монументів царям в столичних та провінційних містах. Пафос революційної руйнації зачепив і низку старовинних цвинтарів та церков, коли поруйнували та висадили в повітря сакральні споруди та цвинтарні каплиці, незважаючи на їх значну мистецьку чи меморіальну вартість. Процес почався ще за царату на початку 20 ст. і набув велетенського масштабу в роки СРСР за підтримки комуністичного уряду.
Після закриття чи ліквідації низки старовинних цвинтарів в Ленінграді почалося дослідження розташованих там меморіальних пам'яток і надгробків, коли мистецькі якісні зразки переносили в окремі заклади. Так виникли збірки меморіальних пам'яток і надгробків в Донському монастирі (Москва) чи Некрополь майстрів мистецтв (Олександро-Невська лавра) без перенесення на нове місце самих поховань (!). Вийшла парадоксальна ситуація, коли поховання розташоване на одному цвинтарі, а його художній надгробок — на іншому. Із поруйнованих церков, соборів і цвинтарів переносили лише художні надгробки. Вони та невелика кількість збережених могил і стануть фондами новоствореного Музею міської скульптури в Ленінграді. Але історична традиція була штучно розірвана.

## Заснування

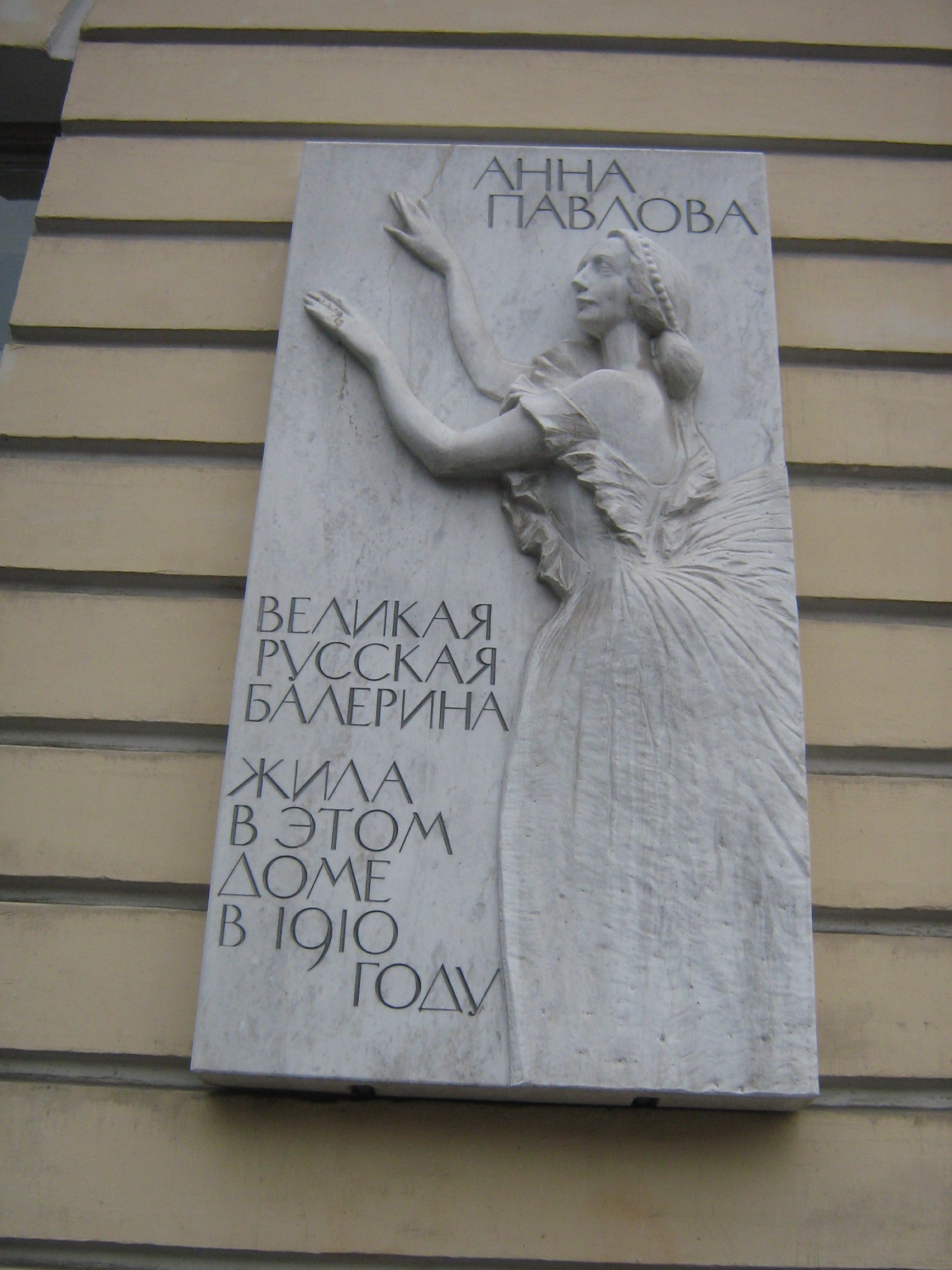

В музейній колекції на початок 21 століття — більш ніж три тисячі монументальних скульптур, пам'ятних дощок, меморіальних об'єктів та пам'ятних знаків, розташованих просто неба в садах і парках, скверах, на вулицях та майданах Санкт-Петербурга.
Музей засновано 28 липня 1932 року на колишній території старовинних некрополів Олександро-Невської лаври. Саме тут була історично нагромаджена значна кількість поховань відомих державних діячів, вельмож і їх родин 18 століття. В 19 столітті до почесних поховань дворян додали могили популярних і багатих адвокатів, російських письменників і композиторів, акторів тощо. Саме сюди перевезли надгробки значної мистецької вартості з ліквідованих та закритих цвинтарів колишнього Петербурга в радянську добу.
Значна кількість вельможних поховань збережена також в Благовіщенській церкві-усипальниці.
У фондах музею та на обліку на початок 21 століття — * понад 70 тисяч експонатів та моделей монументів,
- більше 200 монументів в самому місті
- приблизно 1500 меморіальних дощок[2].

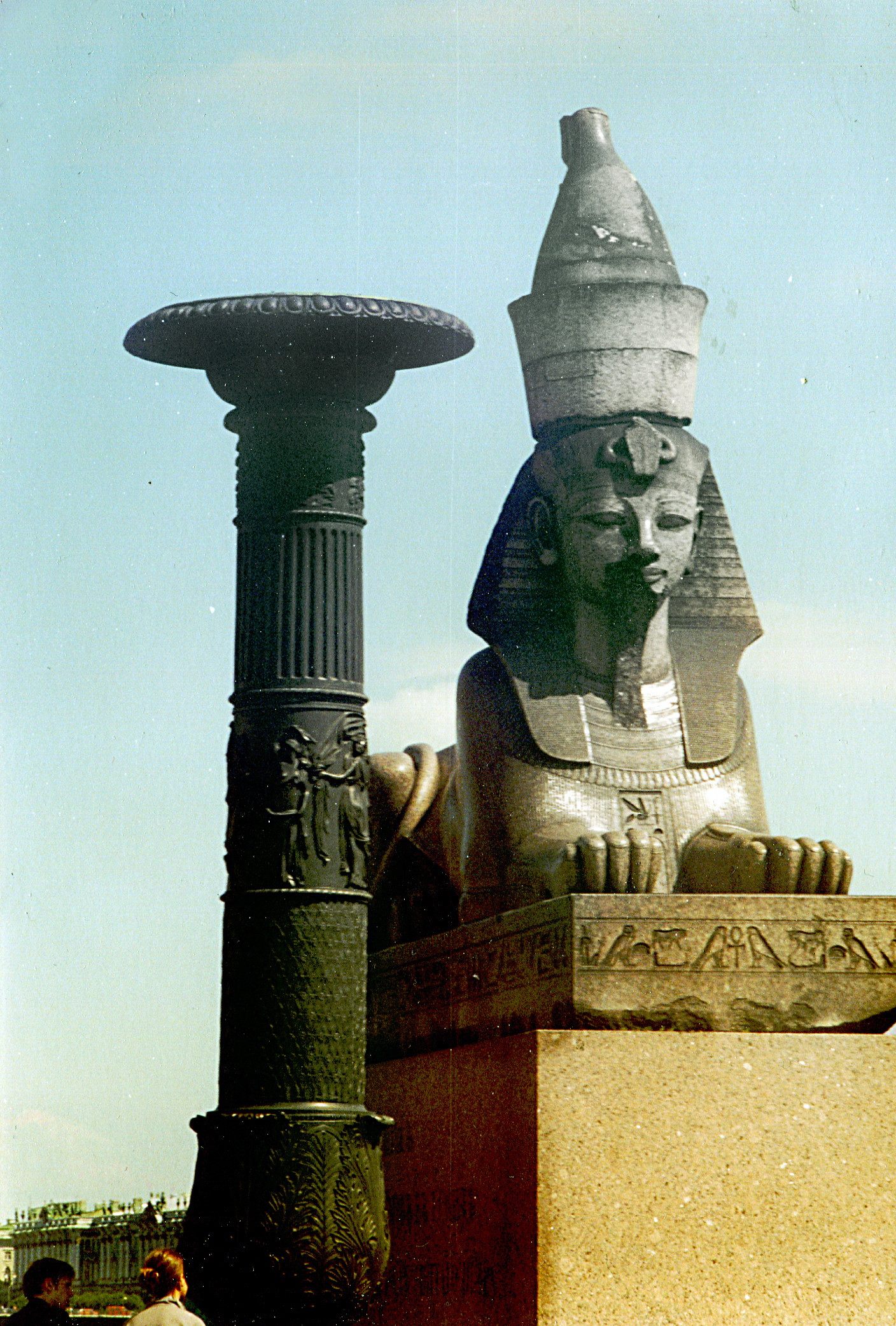
Сфінкс зі Стародавнього Єгипту, Університетська набережна
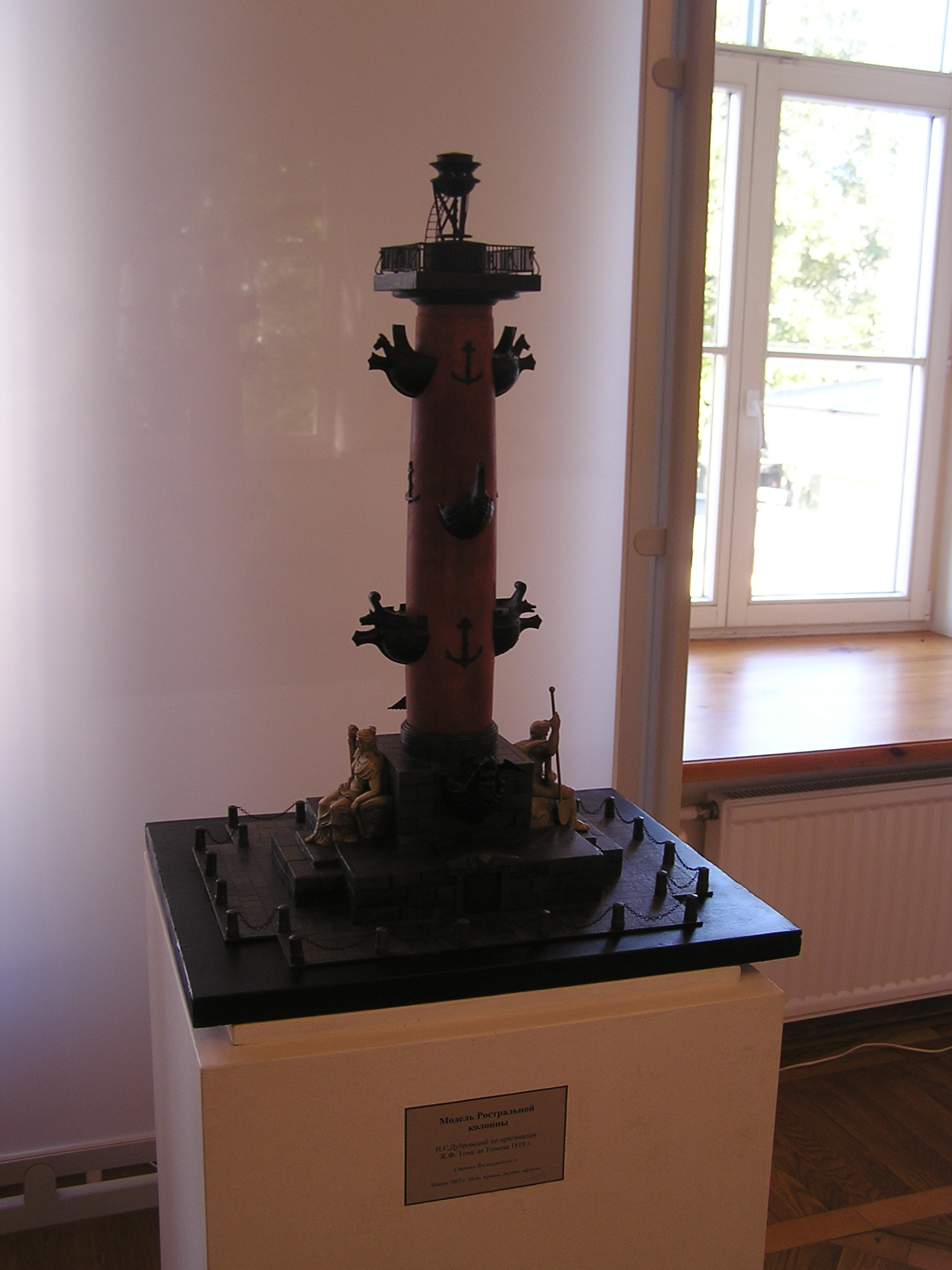
Модель ростральної колони для Василівського острову.
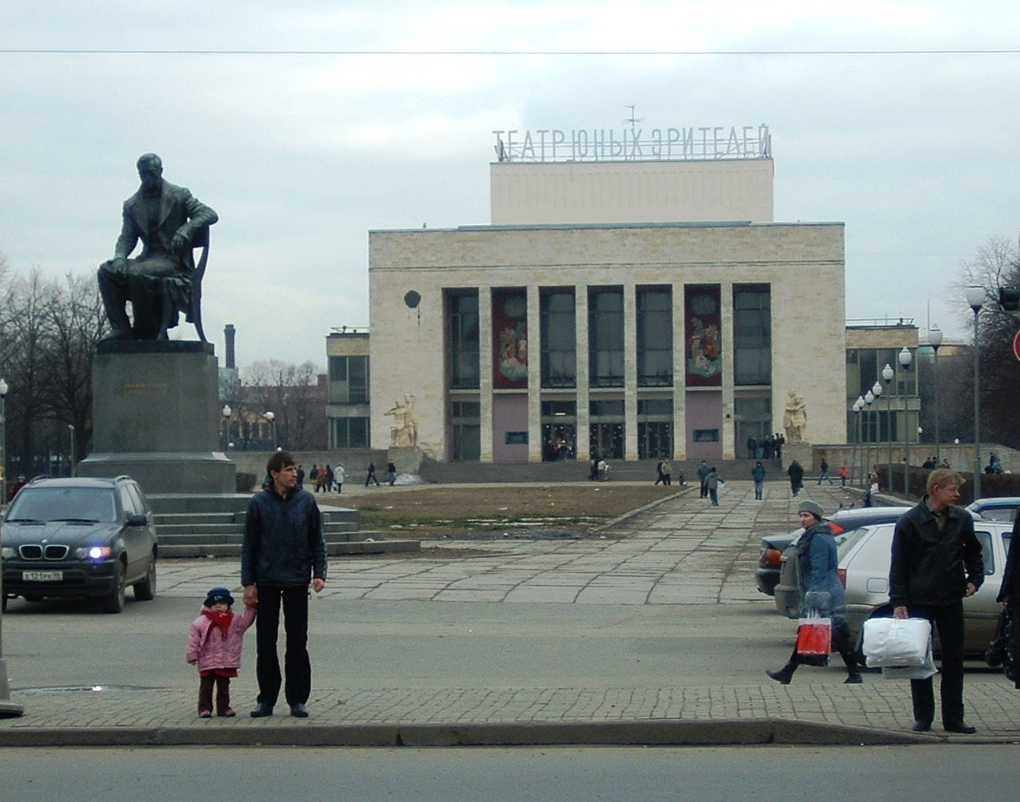
Монумент Олександру Грибоєдову біля ТЮГа імені Брянцева

## Вандальне ставлення до монументів

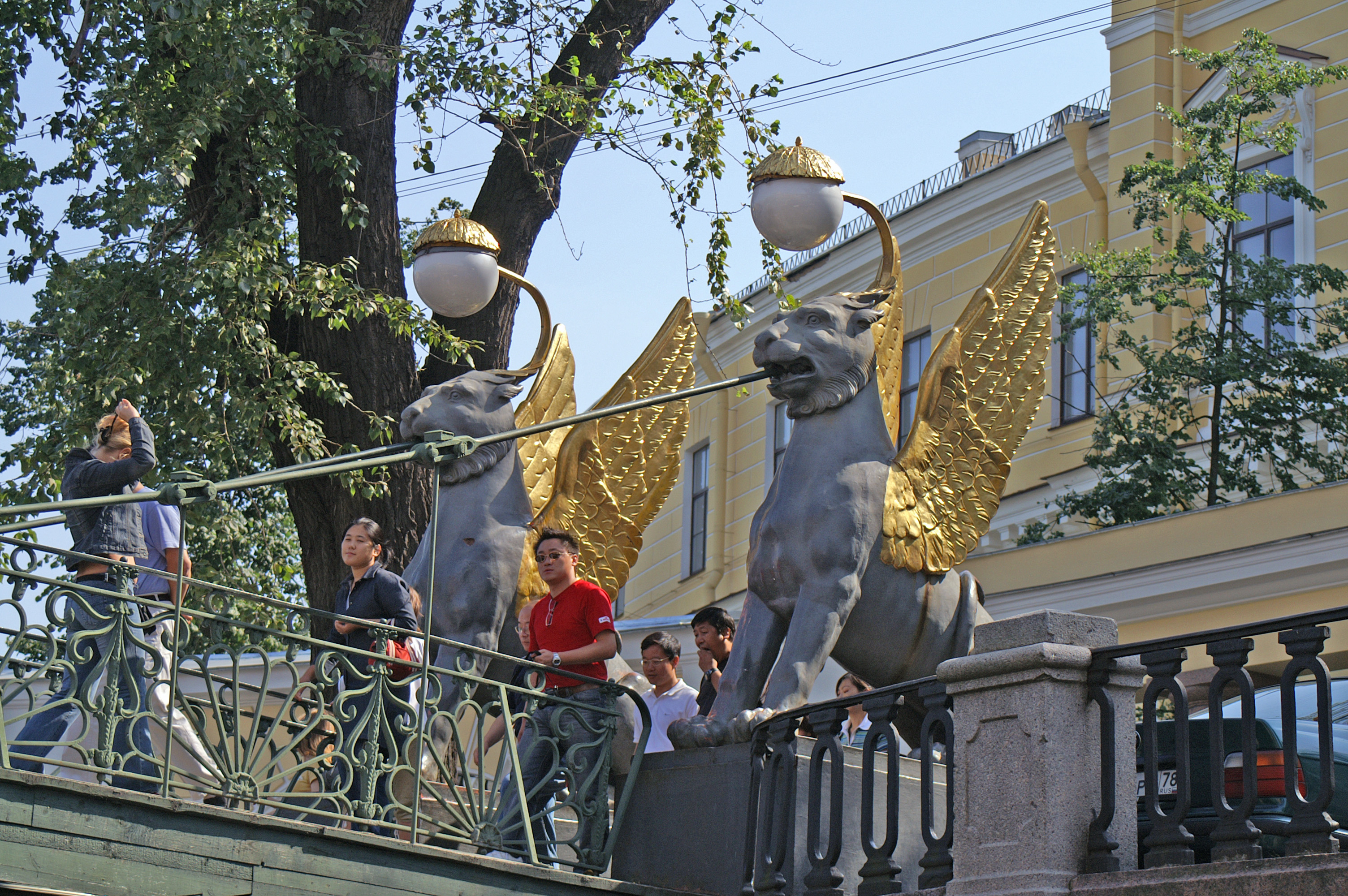
Банківський міст із грифонами.

Як і в кожному великому місті в Петербурзі спостерігають за вандальним ставленням мешканців до монументів. Вандали відбивали носи і пальці мармуровим філософам і богиням в Літньому саду, були випадки, коли скульптури скидали з постаментів. Реставратори декілька разів були вимушені відновлювати золочення на крилах грифонів Банківського містка. Крила міфічних істот давно вже не вкривають справжнім золотом, а використовують дешевий замінник. Але охочих поздирати золочення не меншає, незважаючи на роз'яснення та попередження.
Новою сторінкою вандалізму стало використання аерозольних фарб для графіті. Агресивно налаштована молодь малює непотріб на пам'ятних дошках, постаментах або замальовує синтетичними фарбами бронзові чи мармурові скульптури. Замальована аерозольними графіті мармурова скульптура потребує негайної реставрації, що дорого коштує. Бронзові монументи в Петербурзі вкривають особливим розчином, засіб допомагає захищати їх поверхню і змивати синтетичні фарби гарячою водою, не зачіпаючи захисної патини.

## Філії музею

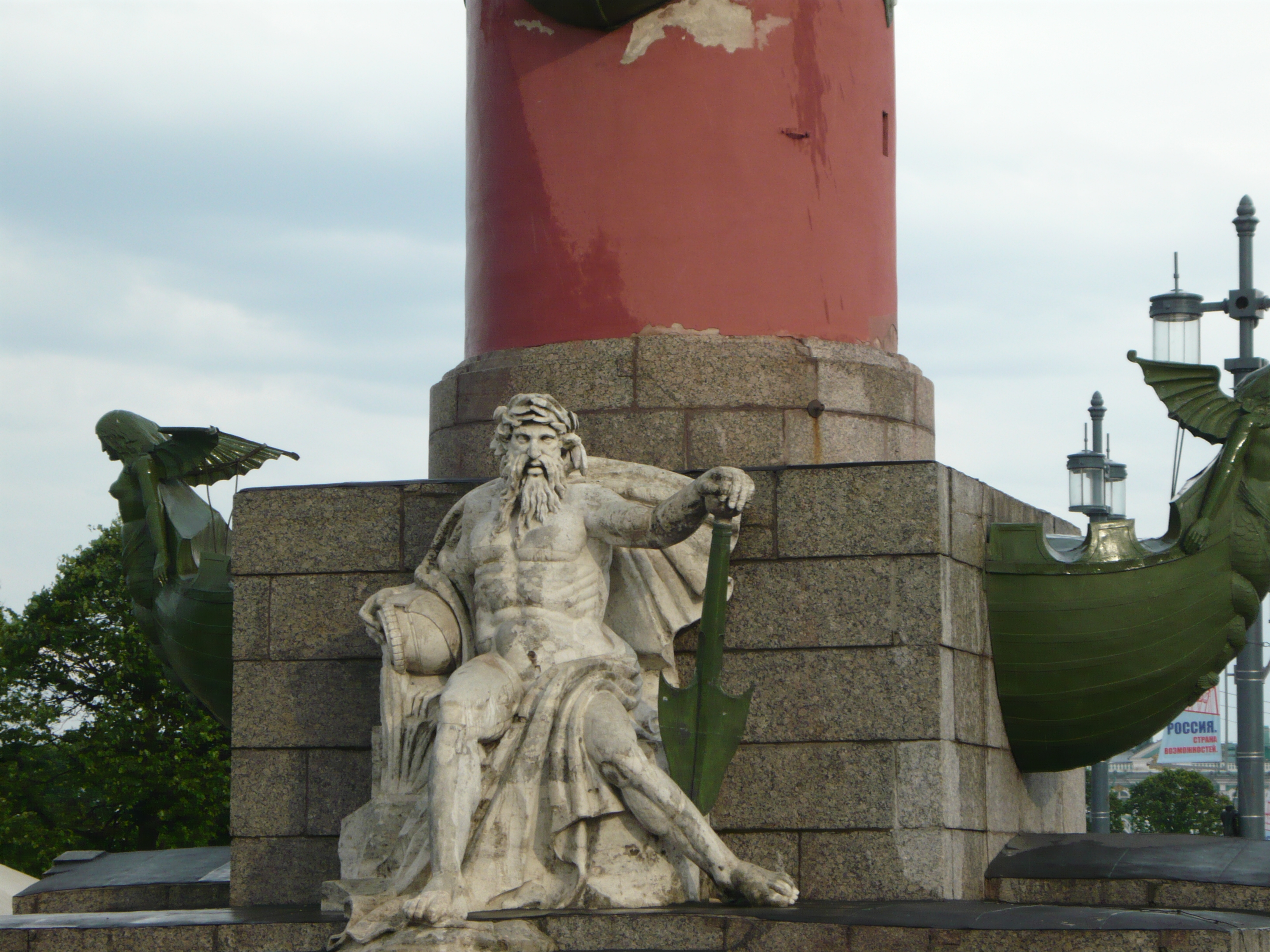
Ростральна колона із алегорією річки Дніпро. Санкт-Петербург.

- Виставковий зал музею, Чорнорецький провулок, 2
- Ростральні колони, Василівський острів
- Нарвські тріумфальні ворота
- Московські тріумфальні ворота
- Єгипетські сфінкси, пристань біля Академії мистецтв
- Чотири скульптури серії «Приборкання коня», Анічков міст
- Міські монументи російським царям (Мідний вершник, монумент Катерині II, кінний монумент Миколі I тощо)
- Міські монументи діячам науки та мистецтв (монументи М. Ломоносову, О. Грибоєдову, М. Лермонтову, О. Суворову тощо)
- Некрополь майстрів мистецтв
- Літераторські містки (з похованнями петербурзьких і російських літераторів)
- Некрополь 18 століття
- Музей-майстерня скульптора М. Анікушина